# Даниел Димов
Даниел Димов е български футболист. Традиционният му пост е дефанзивен полузащитник, но може да играе и като централен защитник.

## Кариера
Даниел Димов е роден в Шабла и започва да играе футбол на 8-годишна възраст в местния клуб. През 2002 г. той е привлечен в школата на Черно море, където тренира под ръководството на Велизар Попов.
През 2006 г. започва да се готви с мъжката селекция на „моряците“ и дебютира в А група на 17 години. Това се случва на 15 септември 2006 г. при успеха на Черно море с 6:0 като гост над Черноморец-Бургас (София), когато заменя през второто полувреме Слави Жеков. Близо година по-късно Димов отбелязва и първия си гол със зелено-бялата фланелка. Той се разписва на 14 юли 2007 г. във вратата на Македония Гьорче Петров, в двубой от турнира Интертото Къп, който „моряците“ печелят с 3:0.
Утвърждаването на халфа в титулярния състав на Черно море започва през сезон 2009/10, когато за старши треньор е назначен Велизар Попов. Наставникът познава добре качествата на Димов, тъй като е работил с него 4 години в школата на клуба, и разчита постоянно на него. През кампанията Даниел записва 17 мача и отбелязва първите си голове в елитната дивизия. Той се разписва при домакинските победи с 2:0 над Черноморец (Бургас) и с 3:0 над Спортист (Своге).

### Левски София
На 29 декември 2010 г. няколкоседмичната драма с Даниел Димов приключва, като на официалния сайт на Левски София се съобщава, че Даниел е подписал с отбора за 3 години и половина с отбора, а трансферната цена е 150 000 евро.
Официално е представен на 10 януари 2011 година, като взима фланелка с номер 8.